# ضريبة إضافية
ضريبة إضافية (بالإنجليزية: surtax)‏ هي ضريبة إضافية تدفع بالإضافة إلى ضريبة مقررة أخرى .

## فيالولايات المتحدة الأمريكية
اقترح عام 2009 زيادة الضرائب عن طريق فرض صريبة اضافية على الدخل بغرض تمويل خطة الحكومة الفيدرالية للتأمين الصحي، ولا تزال مناقشة الأمر حتى الآن. وطبقا لتقرير بلومبرج الجديد، قد يصل الحد الأقصي للضريبة الإضافية إلى 4و5 % على الدخول. وبصفة عامة سقد يستقر الأمر على الثلاثة طبقات للضريبة الإضافية الآتية.
- 1 % ضريبة إضافية على الدخل الإجمالي على الأزواج من 350,000 دولار إلى 500,000 دولار (وبالنسبة للعزاب بين 280,000 دولار 500,000 دولار أمريكي.)
- 1.5 % ضريبة إضافية على الدخل الإجمالي على الأزواج من 500,000 دولار إلى 1,000,000 دولار (وبالنسبة للعزاب بين 400,000 دولار 800,000 دولار أمريكي.)
- 5.4 % على دخل إجمالي يزيد عن 1,000,000 دولار أمريكي (للعزاب يزيد عن 800,000 دولار أمريكي).

## فيالمملكة المتحدة
في عام 1929 قررت وزارة المالية في المملكة المتحدة تغيير تسمية Supertax التي ادخلت وفقا لقانون عام 1909 إلى التسمية الجديدة Sur-tax (وهي تقضي بأن يدفع 6 بنس عن كل جنيه استرليني {بواقع 2.5 % } عن الدخل الذي يزيد عن 5000 جنيه في السنة) . وفي عام 1934 تغيرت النسبة وأصبحت تختلف بين 1 شلن إلى 7 شلن و 6 بنس عن الجنيه (بواقع من 5 % إلى 37.5 %).

## اقرأ أيضاً
- دخل إجمالي
- مؤجل
- مستحقات مؤجلة